# Alianza Nacional 18 de Julio
La Alianza Nacional 18 de Julio fue una coalición electoral española de carácter posfranquista o neofranquista que se presentó a las primeras elecciones generales de carácter democrático celebradas el 15 de junio de 1977, tras la aprobación de la Ley de Reforma Política impulsada por el Gobierno de Adolfo Suárez y aprobada mayoritariamente por las cortes franquistas un año antes.

## Historia
El nombre hace referencia al 18 de julio de 1936, fecha del golpe de Estado que desencadenó la guerra civil española y que con el nombre de Alzamiento Nacional fue posteriormente considerada como el momento fundacional del régimen franquista. Pretendía dar una continuidad política al espacio vacío dejado por el extinto "Movimiento Nacional" y para proyectar los Ideales del 18 de julio en las Cortes Constituyentes que redactarían una nueva Constitución democrática para España.
Esta coalición, presentada oficialmente el 3 de mayo de 1977, estaba formada por la Fuerza Nueva de Blas Piñar, Círculos Doctrinales José Antonio encabezados por Diego Márquez Horrillo y la Agrupación de Juventudes Tradicionalistas. En un principio la Confederación Nacional de Excombatientes de José Antonio Girón de Velasco iba a formar parte de la coalición, pero finalmente decidieron no unirse y solo ofrecieron un apoyo limitado. La Comunión Tradicionalista tampoco llegó a integrarse, aunque autorizó a sus organizacionales regionales y provinciales a formar parte de las candidaturas de la "Alianza". La coalición solo logró alcanzar acuerdos para presentar candidaturas en 16 provincias.
A pesar de la pretensión de congregar a todos partidos de extrema derecha, la "Alianza Nacional" no consiguió obtener representación parlamentaria; los escasos 86 390 votos que consiguieron en toda España no les valieron para obtener ni un solo diputado con esta denominación aunque apoyaron diferentes candidaturas según la provincias en algunas provincias apoyaron a Alianza Popular que sí consiguió diputados. 
Dos años después, en 1979, la coalición electoral denominada "Unión Nacional" consiguió un éxito electoral al integrar a Falange Española de las JONS y Comunión Tradicionalista y conseguir un diputado, Blas Piñar.